# بريان بيكورث
بريان بيكورث (10 أغسطس 1929 – 16 ديسمبر 2020) هو مبارز بالسيف نيوزيلندي راحل، مثّل بلاده في الألعاب الأولمبية الصيفية 1960.

## روابط خارجية
بريان بيكورث على موقع اللجنة الأولمبية الدولية (الإنجليزية)
- بريان بيكورث على موقع أوليمبيديا (الإنجليزية)
- بريان بيكورث على موقع اللجنة الأولمبية النيوزيلندية (الإنجليزية)
- بريان بيكورث على موقع اتحاد ألعاب الكومنولث (مؤرشف) (الإنجليزية)